# Fresa y chocolate
Fresa y chocolate es un largometraje coproducción cubano-española-mexicana de 1993 codirigido por Tomás Gutiérrez Alea y Juan Carlos Tabío. "Fresa y chocolate" es una película de género dramático y uno de los primeros ejemplos de temática LGBT en el cine realizado en países hispanos. Su elenco está encabezado por los actores Jorge Perugorría, Vladimir Cruz y Mirtha Ibarra. Está basada en el cuento El lobo, el bosque y el hombre nuevo de Senel Paz, quien también escribió el guion.  
Es la primera película en representación de Cuba que obtuvo una nominación, en la categoría de Mejor Película Extranjera, en los Premios Oscar de 1994. Presente en numerosos festivales de cine internacionales, como los de Berlín y Chicago, la cinta también obtuvo el Premio Goya al mejor largometraje extranjero de habla hispana en la edición celebrada el 21 de enero de 1995.

## Argumento
Ambientada en La Habana de finales de los años 1970 Fresa y Chocolate narra la historia de amistad entre dos jóvenes muy distintos: David y Diego.
David (Vladimir Cruz) es un ingenuo estudiante de Ciencias Políticas en la Universidad de La Habana. Joven, comunista convencido y lleno de prejuicios e ideas doctrinarias, se aloja en una residencia de estudiantes. El grupo con el que se relaciona está supervisado por Miguel (Francisco Gattorno), miembro del partido comunista. 
Diego (Jorge Perugorría), un joven artista culto, homosexual, individualista y escéptico, conoce por casualidad a David y se siente atraído por el estudiante. Con el propósito de mantener relaciones sexuales, lleva a su casa a David bajo el pretexto de prestarle unos libros prohibidos que difícilmente podrá conseguir en las bibliotecas públicas o en las librerías que suelen frecuentar. David, al percatarse de las intenciones del artista, las rechaza y se marcha del edificio. No obstante, pasados unos días, el recelo es vencido por la fascinación que empieza a sentir por la vida que lleva el artista, su entorno y sus ideas. 
Con el paso del tiempo ambos comienzan a cultivar una amistad sincera a pesar de sus diferencias ideológicas y personales. Diego se decanta por forjar una amistad sincera superando la atracción sexual con la que empezaron a conocerse. David comenzará a mantener una relación con Nancy (Mirtha Ibarra), la íntima amiga y vecina de Diego, que se dedica a la prostitución, y disfrutará de la enriquecedora amistad de Diego.
Al percatarse Miguel de esa amistad decide tender una trampa a Diego, utilizando a David, ya que al ser el artista homosexual lo considera contrarrevolucionario. El estudiante, dando largas, no participa en el proceso pero, como resultado, a Diego lo censuran y acosan en su trabajo. Al empeorar su situación personal y ante la imposibilidad de seguir viviendo en Cuba si no es trabajando en el sector de la construcción, Diego decide emigrar de la isla. Aunque David intenta convencerlo de que no se marche, la decisión del artista es firme. En la última escena, tras sincerarse ambos sobre los deseos íntimos y las motivaciones con las que se conocieron, se funden en un afectuoso y emotivo abrazo.

## Reparto
- Jorge Perugorría - Diego
- Vladimir Cruz Domínguez - David
- Mirtha Ibarra - Nancy
- Francisco Gattorno - Miguel
- Joel Angelino - Germán
- Marilyn Solaya - Vivian
- Andrés Cortina - santero
- Antonio Carmona - novio
- Ricardo Ávila - taxista
- María Elena del Toro - pasajera
- Zolanda Oña - pasajera
- Diana Iris del Puerto - vecina

## Recepción
La película es considerada uno de los primeros ejemplos positivos en mostrar la homosexualidad en el cine realizado en Cuba y uno de los filmes más internacionales de su filmografía. También se suele destacar la trascendencia y perdurabilidad de su mensaje debido a la temática reflejada en la cinta.
Ángel Fernández-Santos, en el diario español El País, la califica como "una desesperada invocación a la esperanza, al mismo tiempo que una estremecedora comedia sobre la supervivencia de la amistad, la tolerancia, el amor, la solidaridad y la libertad en medio de un sofocante clima de opresión y derrumbe histórico". La redacción de la revista Fotogramas le otorga 4 de 5 estrellas. Nigel Andrews, en Financial Times, califica la obra como "Una soberbia película cubana de 1993, un pequeño clásico sobre la libertad, la homosexualidad y sus aspiraciones frente a Fidel Castro y el marxismo". Carlos Boyero, en las páginas del diario El Mundo, la califica de "sorprendente, honesta, deliciosa, triste y necesaria".
En Internet Movie Database obtiene una puntuación de 7,5 sobre 10 basado en 4 455 votos. El portal FilmAffinity España le otorga una puntuación de 7,2 sobre 10, basándose en 17 309 votos. En la web Rotten Tomatoes obtiene una calificación de "fresco" para el 80% de los críticos y el 84% de los usuarios de la página.

## Premios y nominaciones

### Festival Internacional del Nuevo Cine Latinoamericano de La Habana

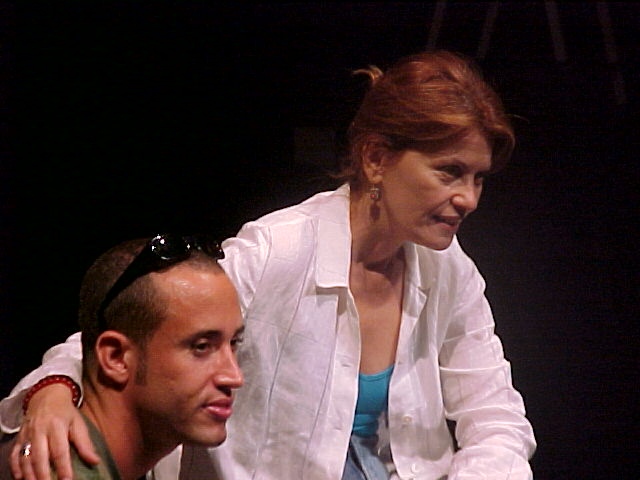
Mirtha Ibarra y Joel Angelino, durante la presentación de "Obsesiones Habaneras", en Puerto del Rosario, Fuerteventura el 08/06/2000.

| Categoría               | Persona                                  | Resultado |
| ----------------------- | ---------------------------------------- | --------- |
| Mejor actor             | Jorge Perugorría                         | Ganador   |
| Mejor director          | Tomás Gutiérrez Alea y Juan Carlos Tabío | Ganador   |
| Mejor actriz de reparto | Mirtha Ibarra                            | Ganador   |

### Festival de Cine de Gramado(Brasil)
| Categoría               | Persona                                  | Resultado |
| ----------------------- | ---------------------------------------- | --------- |
| Mejor actor             | Jorge Perugorría y Vladimir Cruz         | Ganador   |
| Mejor película latina   | Tomás Gutiérrez Alea y Juan Carlos Tabío | Ganador   |
| Mejor actriz de reparto | Mirtha Ibarra                            | Ganador   |
| Premio de la audiencia  |                                          | Ganador   |
| Premio de la crítica    |                                          | Nominado  |

### Otros premios

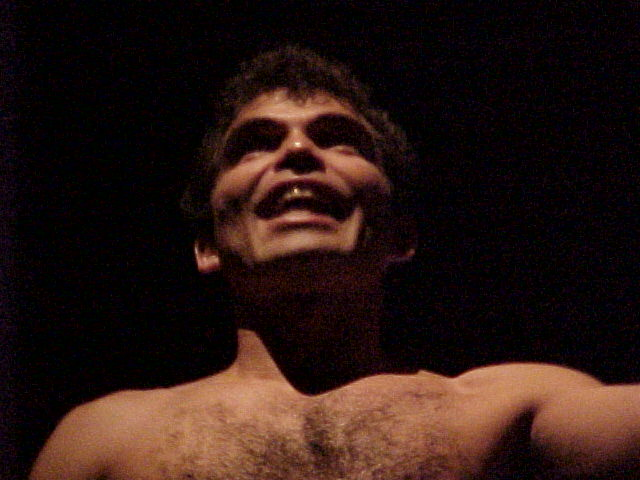
Vladimir Cruz durante los ensayos de "Hoy no voy a trabajar porque estoy enamorado", en Puerto del Rosario, Fuerteventura el 20/10/2000.

| Festival                | Categoría                                  | Resultado |
| ----------------------- | ------------------------------------------ | --------- |
| Premios Goya            | Mejor película extranjera de habla hispana | Ganador   |
| Premios Óscar           | Mejor película extranjera                  | Nominado  |
| Premios Cóndor de Plata | Mejor película extranjera                  | Ganador   |
| Berlinale               | Mención especial del jurado                | Ganador   |
| Berlinale               | Mención especial del jurado                | Nominado  |